# Julien Vidot
Julien Vidot (Périgord, 4 december 1982) is een Frans autocoureur.

## Carrière
Vidot begon zijn autosportcarrière in het karting in 1994, waarin hij tot 1999 actief bleef. In 2000 maakte hij de overstap naar het formuleracing, waarbij hij debuteerde in de Franse Formule Renault Campus en vijfde werd in de eindstand. In 2001 maakte hij de overstap naar de Franse Formule Renault 2.0 bij het team CD Sport, hij won twee races en eindigde achter Éric Salignon als tweede in het kampioenschap met 125 punten. Ook reed hij dat jaar in het laatste raceweekend van de Formule Chrysler Euroseries bij het team DJS Motorsport op het Autódromo do Estoril en eindigde de races als achtste en derde.
In 2002 kwam Vidot uit in de Euro Formula 3000 bij het team Victory Engineering. Met twee vierde plaatsen op het Autodromo Nazionale Monza en op Spa-Francorchamps behaalde hij zes punten en werd elfde in het eindklassement, ondanks dat hij de laatste drie races niet deelnam.
In 2003 kwam hij uit in de World Series Lights bij het team Vergani Racing. Hij won vier races op het Circuit Magny-Cours, de A1 Ring (tweemaal) en het Circuit de Catalunya en eindigde zo achter Juan Cruz Álvarez als tweede in het kampioenschap met 170 punten. Dat jaar keerde hij eveneens eenmalig terug in de Franse Formule Renault 2.0 en scoorde hier vier punten.
In 2004 had hij geen vast racezitje, maar reed wel twee raceweekenden op de Lausitzring en op Estoril in de World Series by Nissan bij het team Epsilon by Graff na het vertrek van Ander Vilariño bij het team. Met een negende plaats op de Lausitzring en een zesde positie in Estoril behaalde hij zeven punten en eindigde zo op de zeventiende plaats in het kampioenschap. Hierna heeft hij niet meer deelgenomen aan grote internationale races.